# Protaetia palembangeana
Protaetia palembangeana är en skalbaggsart som beskrevs av Miksic 1987. Protaetia palembangeana ingår i släktet Protaetia och familjen Cetoniidae. Inga underarter finns listade i Catalogue of Life.